# アルヴィアーノ
アルヴィアーノ（伊: Alviano）は、イタリア共和国ウンブリア州テルニ県にある、人口約1,300人の基礎自治体（コムーネ）。

## 地理

### 位置・広がり

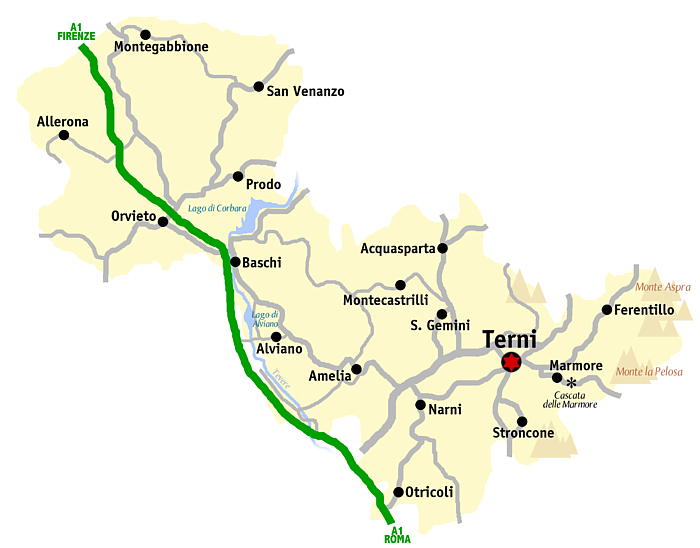
テルニ県概略図

テルニ県中部のコムーネ。

#### 隣接コムーネ
隣接するコムーネは以下の通り。括弧内のVTはヴィテルボ県所属を示す。
- アメーリア
- チヴィテッラ・ダリアーノ (VT)
- グラッフィニャーノ (VT)
- グアルデーア
- ルニャーノ・イン・テヴェリーナ

### 気候分類・地震分類
アルヴィアーノにおけるイタリアの気候分類 (it) および度日は、zona D, 1822 GGである。
また、イタリアの地震リスク階級 (it) では、zona 3 (sismicità bassa) に分類される。